# Z 1500
Ne doit pas être confondu avec Z 1500 (RATP).
Les Z 1500 sont d’anciennes automotrices électriques de banlieue du réseau de l’État commandée en 1929. Intégrées à la SNCF en 1938 et retirées du service en 1985, elles desservaient les lignes de l’Ouest de Paris.
Les Z 1501 à 7 constituent les rames dites « de 4e série modifiée » de l’État ; les Z 1511 à 75 forment la « 5e série ». Avec les Z 1300 et Z 1400, elles étaient surnommées les « Standard ».

## Sous-séries
On dénombre 60 motrices et 50 remorques :
- motrices ZAB 23211 à 23270, renumérotées en 1950 ZABD 1511 à 1575, avec un trou entre les Z 1554 et 1561 ;
- remorques 1/2ZB 23551 à 600 renumérotées ZRBx 11521 à 11570.

La série est renforcée des automotrices de la 4e série modifiée :
- motrices ZABD 1501 à 1507 ;
- remorques ZRBx 11501 à 11510.

Enfin une 6e série de 12 remorques complète l'ensemble :
- 1/2Z 23541 à 23652, renommées ZRBx 11601 à 11612.

## Description et caractéristiques techniques
Comme les autres types d'automotrices standard, les Z 1500 sont des éléments à deux caisses courtes (19,92 m) afin de desservir des quais en courbe sans créer d'importantes lacunes mais larges (2,95 m) dont la structure forme un « caisson-poutre ». Elles étaient équipées d'autocoupleurs Boirault aux extrémités et à vis entre caisses. Chaque rame était composée d'une remorque et d'une motrice, les deux prenant des voyageurs.
La capacité était de 58 places assises de 2e classe dans la motrice ; celle-ci était également dotée d'un compartiment fourgon. La remorque était, quant à elle, dotée de 28 places assises de 1re classe dans un compartiment fermé et de 44 places assises de 2e classe. Les deux caisses étaient équipées d'une cabine de conduite à leurs extrémités, celle de la remorque étant de taille plus petite que celle de la motrice.

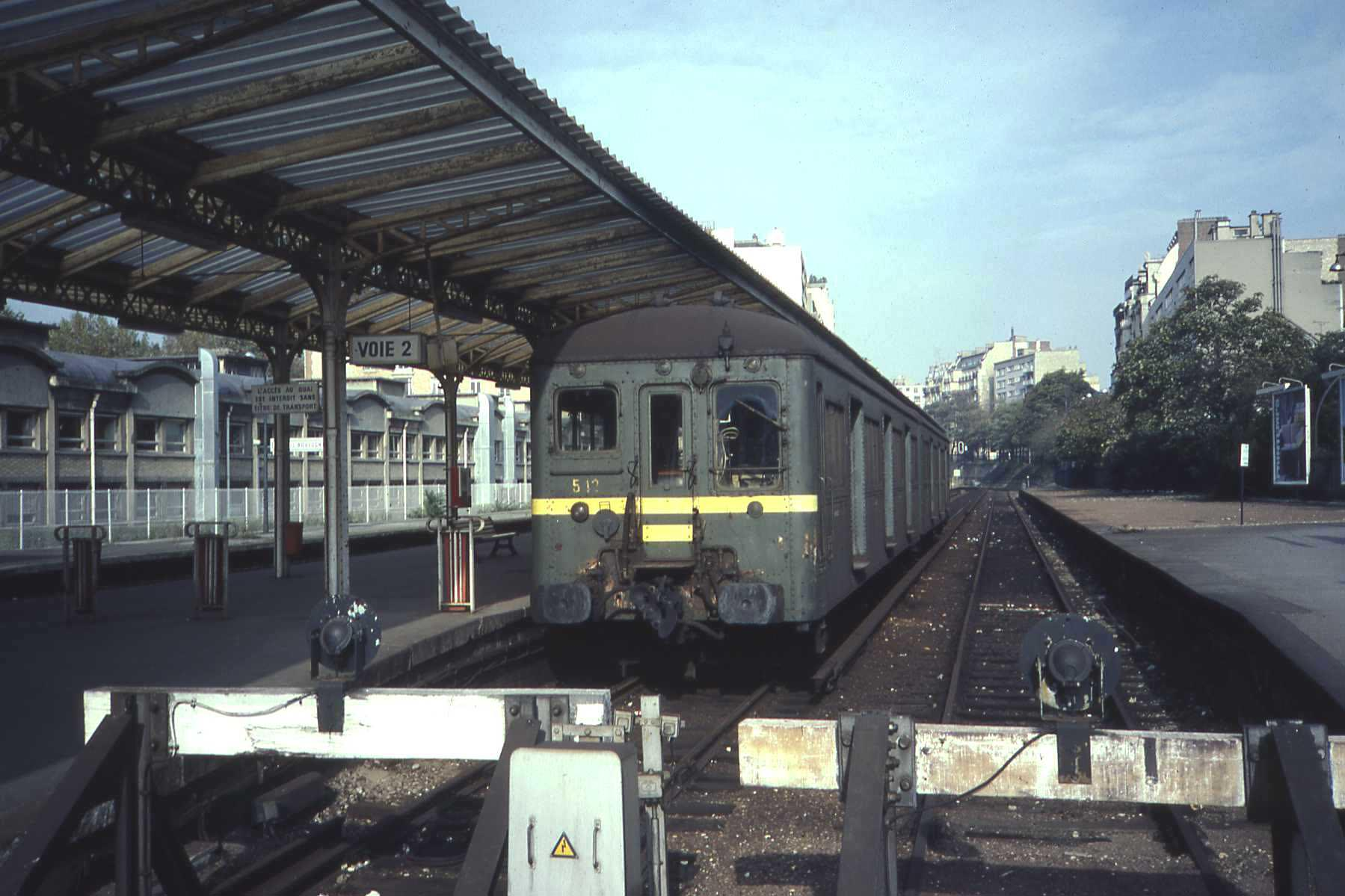
Rame standard en gare d'Auteuil - Boulogne en 1982, avant la fermeture de la ligne d'Auteuil.

La puissance à leur construction était de 660 ch, portée à 760 ch lorsque la tension au troisième rail fut portée de 650 à 750 V. L'accélération dont elles étaient capables était de 0,60 m/s2, et leur vitesse maximale était à leur mise en service de 70 km/h, portée ensuite à 80 km/h. La masse de la motrice est de 58 t et de 37,5 t pour la remorque.
Contrairement aux rames standard plus anciennes, les Z 1500 sont aptes à circuler en unité multiple jusqu'à 3 ou 4 rames.

## Histoire et carrière
Afin de faire face à l'augmentation de la fréquentation sur la banlieue de Paris-Saint-Lazare peu après l'électrification par troisième rail des lignes principales de la banlieue ouest, la suppression de la traction à vapeur et le déploiement des rames neuves de 3e et 4e série, provoquant une notable amélioration de la qualité du service, l'Administration des chemins de fer de l'État décide de commander une 5e série de rames standard, numérotées Z 23211 à 23270 selon l'ancienne numérotation État, dans la continuité des autres séries standard.   
La commande s'élève à 60 motrices et 50 remorques, dont la construction est attribuée à : 
- la société générale d'études pour l'électrification des chemins de fer (45 motrices à équipements Alsthom et 40 remorques) ;
- la Compagnie électromécanique (15 motrices à équipements CEM et 10 remorques).

Toutes les rames sont livrées au dépôt de Rueil de mars 1931 à mai 1932 et engagées, en compagnie des autres rames standard, sur la ligne de Paris-Saint-Lazare à Saint-Germain-en-Laye, ainsi que sur celles de Paris à Versailles-Rive-Droite et de Saint-Cloud à Saint-Nom-la-Bretêche. La quasi-totalité de leur carrière aura lieu sur ces lignes.  
En 1936, l'Administration de l'État passe une nouvelle commande de 12 remorques construites par la société Charentaise. Cette commande sera appelée « 6e série ».  
En 1938, lors de la nationalisation des chemins de fer, le matériel devient la propriété de la Société nationale des chemins de fer français (SNCF), qui y applique une livrée légèrement différente, le toit blanc devenant gris, la teinte générale devenant vert garrigue (le célèbre vert wagon) et un liséré jaune étant appliqué à l'avant. 
Lors de la Seconde Guerre mondiale, la Z 23235 est radiée, endommagée par faits de guerre, et l'activité de la série est très réduite, les lignes de Saint-Nom-la-Bretèche et de Saint-Germain-en-Laye étant rendues impraticables par la destruction des viaducs sur la Seine.  
Lors de la réforme des numérotations de 1950, les Z 23211 à 23270 deviennent les Z 1500. 
Les rames passent toutes en opération de grande révision générale en 1955 aux ateliers de La Folie. On profite de cette opération pour les équiper de graisseurs de rails et de boites à rouleaux pour les essieux.  
En 1968, toutes les rames sont mutées au dépôt neuf de Saint-Lazare-Levallois à la fermeture des anciens dépôts de Rueil et Bois-Colombes.  
La réélectrification par caténaire 25 000 V dans les années 1960/1970/1980 des lignes de la banlieue Saint-Lazare et l'utilisation de matériel moderne provoquent la diminution progressive de l'activité de la 5e série, redéployée sur la ligne d'Auteuil et sur la ligne des Moulineaux. La majorité des rames sont alors radiées (Z 1513, 15 et 40 en 1983, 1525, 29, 38, 42, 43, 45 46, 54, 68 et 72 en janvier 1985, 1531, 32, 65, 67, 71 et 75 en novembre 1985, dernières radiées, les autres ayant été radiées avant 1980), sauf celles passées en révision générale en 1977.
Utilisée sur la ligne d'Auteuil jusqu'en janvier 1985, date de sa fermeture consécutive à la mise en service de la branche « Vallée de Montmorency » de la ligne C du RER, ce fut la Z 1531, l'une des six dernières rames utilisées sur la ligne des Moulineaux, qui assura l'ultime circulation d'une rame « Standard » le 27 novembre 1985. 
Après les réformes massives faisant suite aux réélectrifications par caténaire 25 000 V des lignes de la banlieue Ouest en 1978 et 1979, l'ensemble des rames « Standard » fut d'abord rassemblé sur les voies du faisceau marchandises de la gare de Gargenville, puis ce matériel, qui n'avait jamais quitté les lignes de la banlieue de Paris-Saint-Lazare, sera acheminé vers des chantiers de démolition situés dans des régions aussi inattendues qu'au pied des Alpes dans l'Ain à Culoz, ou au bord de la Méditerranée dans l'Hérault à Frontignan.

## Rames particulières
- La Z 1571, ayant parcouru 3 239 657 km depuis sa mise en service, le plus long parcours pour une Z 1500.
- La Z 1567, préservée pour la Cité du train à l'annexe du musée à Mohon[3].
- La Z 1572, devant être exposée au musée des transports urbains, périurbains et ruraux de Saint-Mandé est finalement préservée par une association à Wassy.